# Язык тернарного описания
Язык тернарного описания (ЯТО) — формальная логическая система и соответствующее ей математическое исчисление, разработанные А. И. Уёмовым и его школой как вариант неклассической логики на базе категорий вещь, свойство, отношение и определённое, неопределённое, произвольное. ЯТО чаще всего используется как формальный аппарат параметрической общей теории систем, но сфера его применения выходит далеко за её рамки. Поскольку ЯТО является логической системой, областью его интерпретации могут быть любые рассуждения, и не только рассуждения. Одно из основных достоинств ЯТО — приближение структуры формально-логических выводов к структуре выводов натурального языка.

## Изложение ЯТО
- Уемов А. И. Об одном варианте логико-математического аппарата системного исследования. — «Проблемы формального анализа систем». M, 1968, с.35-69 («ЯТО-1»)
- Уемов А. И. Системный подход и общая теория систем. М., 1978;
- Uemov A. The Language of the Ternary Description as an Alternative of the Predicate Calculus. — «6-th Intern. Congress of LMPhS». Hannover, 1979, Section 5, с.194-198
- Уемов А. И. О логико-математическом аппарате общей теории систем. — «Актуальные проблемы логики и методологии науки». Киев, Наукова думка, 1979, с.299-309
- Уемов А. И. Основы формального аппарата параметрической ОТС // Системные исследования. 1984. М., 1984; («ЯТО-84»)
- Uemov A. The Language of Ternary Description as a Deviant Logic // Boletim da Sociedade Paranaense da Matematica. V.15. № 1—2, 1995; V.17. № 1—2, 1997; V.18. № 1—2, 1998; («ЯТО-95»)
- Uemov A. The Ternary Description Language as a Formalism for the Parametrical General Systems Theory: Part 1. — In "Int. J. General Systems, Vol.28(4-5), 1999, p. 351-366